# Aloe depressa
Aloe depressa é uma espécie de liliopsida do gênero Aloe, pertencente à família Asphodelaceae.